# 黄粲
黄粲（1911年—1994年），笔名夏之曦，男，湖南长沙人，中国电影导演，曾任长春电影制片厂导演、珠江电影制片厂导演、中央电影局导演科科长、中国电影家协会理事。